# تاچ‌آرکید
تاچ‌آرکید (انگلیسی: TouchArcade) یک وب سایت بازی‌های ویدئویی موبایل است که در سال ۲۰۰۸ راه اندازی شد. آرنولد کیم از سایت مک‌رومرز در این سایت کار می‌کرد و از سال ۲۰۰۹ تا ۲۰۱۹ سردبیر آن الی هوداپ بود.